# Плацентия (дворец)
Дворец Плацентия (англ. The Palace of Placentia) — бывшая королевская резиденция, построенная Хамфри, герцогом Глостером в Гринвиче на берегу Темзы в 1443 году. Король Карл II приказал снести его в 1660 году, поскольку на этом месте планировал возвести новый дворец. Он так и не был построен, а спустя 40 лет на месте дворца Плацентия был построен Гринвичский морской госпиталь (ныне Старый Королевский военно-морской колледж).

## История
Хамфри был регентом во время правления Генриха VI и построил дворец в 1433 году, назвав его Белла-корт. В 1447 году Хамфри поссорился с королём и был арестован за государственную измену. Он умер в заключении, а дворец забрала себе королева Маргарита Анжуйская, переименовав в дворец Плацентия.
В 1498—1504 годах Генрих VII перестроил дворец, разбив вокруг три больших парка.
Дворец Плацентия оставался главным королевским дворцом в течение следующих двух столетий. В 1491 году во дворце родился король Генрих VIII и сыграл в его жизни значительную роль. В феврале 1516 года во дворце родилась дочь Генриха VIII и Екатерины Арагонской — будущая королева Мария I. После женитьбы на Анне Болейн, здесь же в 1533 году родилась их дочь Елизавета I, ещё одна будущая королева. Во дворце Плацентия Генрих VIII женился на Анне Клевской в 1540 году. Дерево в Гринвичском парке известно как «Дуб королевы Елизаветы», под которым по легенде она играла ребёнком.
Во времена правления Якова I и Карла I к югу от дворца был построен Квинс-хаус. Плацентия пришла в упадок во время английской революции и служила бисквитной фабрикой и лагерем для военнопленных. В 1660 году Карл II решил восстановить дворец, наняв архитектора Джона Уэбба. Реставрация была завершена лишь в восточном крыле, но дворец больше так никогда и не использовался в качестве королевской резиденции. Бо́льшая часть остального строения была снесена, а место пустовало до начала строительства Гринвичской больницы в 1694 году.
Гринвичский госпиталь был преобразован в военно-морской колледж в 1873 году. В настоящее время здание занимает Гринвичский университет и факультет музыки Консерватории музыки и танца им. Тринити Лабан.